# Md. Akabbar Hossain
Md. Akabbar Hossain (মোঃ একাববর হোসেন; 12 de julho de 1956 - 16 de novembro de 2021) foi um político da Liga Awami de Bangladesh. Ele foi eleito para o parlamento pelo assento Tangail-7 por quatro mandatos consecutivos.

## Biografia
Hossain nasceu em 12 de julho de 1956. Ele tem um grau de MSS pela Universidade de Daca.

### Carreira
Hossain foi eleito para o Parlamento pela Tangail-7 em 5 de janeiro de 2014 como candidato da Liga Awami de Bangladesh. Ele foi o Presidente da Comissão Parlamentar Permanente do Ministério das Estradas, Transportes e Pontes.

### Morte
Akabbar Hossain morreu no Combined Military Hospital, Dhaka em 16 de novembro de 2021, aos 65 anos.